# Vershire
Vershire és una població dels Estats Units a l'estat de Vermont. Segons el cens del 2000 tenia 629 habitants.

## Demografia
Segons el cens del 2000, Vershire tenia 629 habitants, 261 habitatges, i 174 famílies. La densitat de població era de 6,7 habitants per km².
Per edats la població es repartia de la següent manera: un 26,6% tenia menys de 18 anys, un 4,8% entre 18 i 24, un 32,4% entre 25 i 44, un 25,8% de 45 a 60 i un 10,5% 65 anys o més.
L'edat mediana era de 38 anys. Per cada 100 dones de 18 o més anys hi havia 94,1 homes.
La renda mediana per habitatge era de 37.132 $ i la renda mediana per família de 40.714 $. Els homes tenien una renda mediana de 31.833 $ mentre que les dones 25.000 $. La renda per capita de la població era de 16.161 $. Entorn de l'11,4% de les famílies i el 13,4% de la població estaven per davall del llindar de pobresa.